# Iphiaulax inculpator
Iphiaulax inculpator är en stekelart som först beskrevs av Olivier 1792.  Iphiaulax inculpator ingår i släktet Iphiaulax och familjen bracksteklar. Inga underarter finns listade i Catalogue of Life.